# Niemals auf Knien
Niemals auf Knien è un mini-album del gruppo hard rock neonazi tedesco Die Lunikoff Verschwörung, pubblicato l'11 aprile 2005.

## Tracce
1. Der deutsche Sturm - 4:45
2. Heiliger Gral - 3:05
3. Drei wie Brüder - 4:48
4. Schlimmer Finger - 3:36
5. Unsre besten Leute - 2:24
6. Der keine Hoffnung verliert - 2:44
7. Frei geboren - frei Sterben - 4:51